# ダヴィド・ロゼフナル
ダヴィド・セバスティアン・クレメント・ロゼフナル（David Sebastian Klement Rozehnal, 1980年7月5日 - ）は、チェコ（当時チェコスロバキア）・オロモウツ州シュテルンベルク出身の元同国代表サッカー選手。現役時代のポジションはDF（主にセンターバック）。

## 経歴

### キャリア初期
地元クラブであるTJソコル・コジュシャニのユースを経て、SKシグマ・オロモウツでプロデビュー。
2003年にジュピラー・リーグのクラブ・ブルッヘへ移籍。翌年にはEURO2004のチェコ代表のメンバーに招集され、チームは準決勝まで進出した。ベルギーでの初年度で国内カップを、翌シーズンにはリーグ戦を制した。

### PSG
2005-06シーズンよりリーグ・アンのパリ・サンジェルマンFCに4年契約で移籍。翌シーズンにはマリオ・ジェペスと共にセンターバックのレギュラーを務め、クラブの年間最優秀選手に選出された。シーズンオフにはボルシア・ドルトムントから移籍金270万ポンドのオファーを受けるがクラブはこれを拒否した。

### ニューカッスル
同月29日、290万ポンドの移籍金でプレミアリーグのニューカッスル・ユナイテッドFCと4年契約を締結した。出場試合数に応じて20万ポンドが追加で支払われる。タイタス・ブランブルやクレイグ・ムーア、オグチ・オニェウら守備陣を放出したサム・アラダイス率いるクラブにとって、ジョーイ・バートンとマーク・ヴィドゥカに次ぐ3人目の補強となった。
8月11日のボルトン・ワンダラーズFC戦でスタメンに名を連ねリーグデビューし、3-1の勝利で飾る。

### ラツィオ
2008年1月31日、グリエルモ・ステンダルドをユヴェントスFCに放出していたセリエAのSSラツィオにシーズン終了まで期限付き移籍。ローン中は7試合の出場に留まったが、シーズン終了後に買い取りオプションが行使され完全移籍となった。2008-09シーズンはレギュラーとしてリーグ戦28試合に出場した。

### HSV
2009年7月29日、アレックス・シウヴァが前十字靭帯断裂で長期離脱となっていたハンブルガーSVへ3年契約で加入。ブルーノ・ラッバディア監督の下ポジションを確保したが、翌年8月には不安定なパフォーマンスを理由に新監督であるアルミン・フェーの構想外となった。

### リール
同年8月31日、シャルケ04へ移籍したニコラ・プレスタンの後釜としてリールへシーズンローンで加入。クープ・ドゥ・フランス決勝では古巣であるPSGと対戦。1-0で勝利を収めクラブ史上初となる同大会のトロフィー獲得に貢献した。翌シーズンより完全移籍し、引き続きリュディ・ガルシアの指揮を受ける。2014-15シーズン限りでスタッド・ピエール＝モーロワを去ることが発表された。

### オーステンデ
2015年6月29日、KVオーステンデと1年契約を締結しベルギーに復帰した。シーズン終了後には契約延長オプションが行使され、2017年6月5日には1年間の新契約が発表された。

### キャリア晩年
2018年4月4日にプロとしてのキャリアに終止符を打ち、兄弟のマレクがプレーしチェコ7部リーグに所属する古巣ソコル・コジュシャニへ加入。同月9日に同クラブデビューとなった。

### 代表
SKシグマ・オロモウツでの活躍が認められ、2002年のUEFA U-21欧州選手権に向けたU-21チェコ代表に招集され、同大会優勝メンバーの一員となった。2006 FIFAワールドカップ本大会グループリーグの全3試合に出場したが、チームは決勝トーナメント進出はならなかった。UEFA欧州選手権には2004年大会及び2008年大会に参加している。

## 特徴
191cmという高身長ながらフィジカルだけでなく鋭い読み、さらには統率力も併せ持つセンターバック。足元のテクニックもあり正確なフィードを前線に送ることが出来、カウンターの基点ともなれる。若干スピード不足気味なのが弱点。

## 人物
2007年10月3日、妻ペトラとの間に長男ルカが誕生している。

## 代表歴

### 出場大会
- チェコ代表
  - 2006 FIFAワールドカップ

### 試合数
- 国際Aマッチ 60試合 1得点（2004年-2009年）[17]

| チェコ代表 | 国際Aマッチ | 国際Aマッチ |
| 年         | 出場        | 得点        |
| ---------- | ----------- | ----------- |
| 2004       | 9           | 0           |
| 2005       | 9           | 0           |
| 2006       | 13          | 0           |
| 2007       | 10          | 0           |
| 2008       | 12          | 0           |
| 2009       | 7           | 1           |
| 通算       | 60          | 1           |

## タイトル
クラブ・ブルッヘ
- ジュピラー・リーグ : 2004-05
- ベルギー・カップ : 2005

PSG
- クープ・ドゥ・フランス : 2005-06

ラツィオ
- コッパ・イタリア :  2008-09

リール
- クープ・ドゥ・フランス : 2010-11
- リーグ・アン : 2010-11